# Начітош (парафія)
Шаблон:StateAbbr_ 31°44′ пн. ш. 93°06′ зх. д. / 31.73° пн. ш. 93.1° зх. д.
Округ  Начітош (англ. Natchitoches Parish) — округ (парафія) у штаті  Луїзіана, США. Ідентифікатор округу 22069.

## Демографія
За даними перепису 
2000 року 
загальне населення округу становило 39080 осіб, зокрема міського населення було 19020, а сільського — 20060.
Серед мешканців округу чоловіків було 18572, а жінок — 20508. В окрузі було 14263 домогосподарства, 9503 родин, які мешкали в 16890 будинках.
Середній розмір родини становив 3,14.
Віковий розподіл населення поданий у таблиці:
| Стать    | До 15 років | 15-21 | 22-29 | 30-39 | 40-49 | 50-65 | 65-85 | Понад 85 |
| -------- | ----------- | ----- | ----- | ----- | ----- | ----- | ----- | -------- |
| Чоловіки | 4286        | 3140  | 2237  | 2257  | 2298  | 2520  | 1667  | 167      |
| Жінки    | 3996        | 3623  | 2188  | 2426  | 2619  | 2768  | 2454  | 434      |

## Суміжні округи
- Б'єнвіль — північ
- Вінн — північний схід
- Ґрант — схід
- Рапід — південний схід
- Вернон — південь
- Сабін — захід
- Де-Сото — північний захід
- Ред-Ривер — північний захід

## Виноски
1. ↑  U.S. Decennial Census. United States Census Bureau. Процитовано 20 серпня 2014.
2. ↑  Historical Census Browser. University of Virginia Library. Архів оригіналу за 11 серпня 2012. Процитовано 20 серпня 2014.
3. ↑  Population of Counties by Decennial Census: 1900 to 1990. United States Census Bureau. Процитовано 20 серпня 2014.
4. ↑  Census 2000 PHC-T-4. Ranking Tables for Counties: 1990 and 2000 (PDF). United States Census Bureau. Процитовано 20 серпня 2014.
5. ↑  State & County QuickFacts. United States Census Bureau. Архів оригіналу за 6 червня 2011. Процитовано 10 серпня 2013.(англ.) Наведено за англійською вікіпедією.
6. ↑  American FactFinder. Бюро перепису населення США. Архів оригіналу за 26 лютого 2012. Процитовано 31 січня 2008.

| США | Це незавершена стаття з географії США. Ви можете допомогти проєкту, виправивши або дописавши її. |